# Maria Carolina Terzi
Maria Carolina Terzi (...) è una produttrice cinematografica italiana, vincitrice del David di Donatello per il miglior produttore per Gatta Cenerentola.

## Biografia
Maria Carolina Terzi dal 2003 al 2010 è stata capo comunicazione e marketing dell'Istituto Luce Cinecittà. Nel 2010 ha fondato a Napoli con Luciano e Carlo Stella la casa di produzione cinematografica Mad Entertainment. Nel 2018 ha vinto il David di Donatello per il miglior produttore per il film Gatta Cenerentola di Alessandro Rak. Nello stesso anno, ha prodotto il film Achille Tarallo di Antonio Capuano. Nel 2023 è stata eletta presidente di Cartoon Italia. Nello stesso anno ha ricevuto la sua seconda candidatura al David di Donatello per il miglior produttore per Nostalgia di Mario Martone.

## Filmografia

### Cinema
- Gatta Cenerentola , regia di Alessandro Rak (2017)
- Achille Tarallo , regia di Antonio Capuano (2018)
- La vacanza, regia di Enrico Iannaccone (2019)
- Fellini degli spiriti, regia di Selma Dell'Olio (2020)
- La tristezza ha il sonno leggero , regia di Marco Mario de Notaris (2020)
- Il buco in testa, regia di Antonio Capuano (2020)
- Rione Sanità, la certezza dei sogni, regia di Massimo Ferrari (2021)
- Yaya e Lennie - The Walking Liberty, regia di Alessandro Rak (2021)
- Come prima, regia di Tommy Weber (2021)
- Napoli magica, regia di Marco D'Amore (2022)
- Nostalgia, regia di Mario Martone (2022)
- Rossosperanza, regia di Annarita Zambrano (2023)
- 4 giorni per la libertà: Napoli 1943, regia di Massimo Ferrari (2023)
- Posso Entrare? An Ode To Naples, regia di Trudie Styler (2023)
- Caracas, regia di Marco D'Amore (2024)

#### Televisione
- Crazy for Football - Matti per il calcio, regia di Volfango De Biasi - film TV (2021)
- Un ritratto in movimento. Omaggio a Mimmo Jodice, regia di Mario Martone - speciale TV (2023)

#### Cortometraggi
- Là dove la notte, regia di Francesco Filippini (2020)
- Lizzie and the Sea, regia di Mariacarla Norall (2023)
- Due battiti, regia di Marino Guarnieri (2023)

## Riconoscimenti
- David di Donatello
  - 2018 - Miglior produttore per Gatta Cenerentola
  - 2023 - Candidatura al miglior produttore per Nostalgia
- Ciak d'oro
  - 2018 - Miglior produttore per Gatta Cenerentola